# 若尾圭介
若尾 圭介（わかお けいすけ、1962年4月19日 - ）は、日本のオーボエ奏者。1990年よりボストン交響楽団準首席オーボエ奏者、およびボストン・ポップス・オーケストラ首席オーボエ奏者を務める。
ボストン・ポップスの桂冠指揮者でもある作曲家ジョン・ウィリアムズはオーボエ協奏曲 (Oboe Concerto for Keisuke Wakao) を若尾のために作曲しており、2011年5月にウィリアムズ指揮のもと、若尾の独奏とボストン・ポップスによって世界初演された。現在アメリカ、日本を中心に演奏活動、また数々のコンサートの企画を行い、そしてボストンのニューイングランド音学院、ロンジー音楽院で教鞭を執っている。

## 来歴
東京都出身。中学1年生より日本フィルハーモニー交響楽団の首席奏者であった新松敬久の下、オーボエを始める。他に、元NHK交響楽団首席の小島葉子、佐藤順子、元ニューヨーク・フィルハーモニー管弦楽団首席のジョセフ・ロビンソン、元シカゴ交響楽団首席のレイ・スティル、元ボストン交響楽団準首席のアルフレッド・ジェノヴェーゼ、そしてタングルウッド音楽センターのフェロー時には、元ボストン交響楽団首席のラルフ・ゴンバーグに師事した。1979年、タングルウッド・ヤングアーティストのオーディションに合格する。
1981年マンハッタン音楽院に入学、1987年の音楽院卒業後は、教員アシスタントとして後進の指導を始める。

## キャリア
1985年、小沢征爾率いる新日本フィルハーモニー交響楽団でオーボエ奏者として演奏、1988年マイケル・ティルソン・トーマス率いるニューワールド交響楽団に設立初年に初代首席奏者として入団、同年、東京と河口湖で若尾圭介オーボエキャンプ開講。1989年には秋山和慶の指揮のもと東京交響楽団とオーボエ協奏曲を共演。1997年、東京でリサイタルデビュー、1998年には札幌のパシフィックミュージックフェスティバルでリサイタルを開催、ピアニストのクリストフ・エッシェンバッハと共演する。また、代官山ヒルサイド・テラス音楽祭の音楽監督を務め、マサチューセッツ州チェスナットヒルのリディーマー教会コンサートシリーズを立ち上げている。さらに、日本を始め、海外の音楽家をボストンに招聘する日本アメリカ交流コンサートを主催。豊嶋泰嗣、水谷上総、エマニュエル・アックス、クリストフ・エッシェンバッハ、山本正治、モーリス・ブールグらが出演している。
2020年、若尾はTED（会議）トーク「Playing for Life」を行なった。

## 主なディスコグラフィー
- 若尾圭介 、クリストフ・エッシェンバッハ「Abendlied」(1997)、デノン[15]
- Keisuke Wakao Plays Music of John Williams」(1999)、デノン[16]
- 「ボストン・ポップス・オーケストラ、若尾圭介、ジョン・ウィリアムズによるオーボエ協奏曲」(2013)、　デノン[17]
- 若尾圭介 パリ· フランス· オーボエ作品集」（2014）、 ワーナークラシックス[18]
- モーリス・ブールグ　若尾圭介「オーボエの世界」（2016）、ワーナークラシックス[19]

## 私生活
妻はピアニストの若尾美絵、娘の圭良(2006年ボストン生まれ)は2021年にユーディ・メニューイン国際コンクールジュニア部門で優勝、プロのソリストとして活躍している。